# マイク・キャンベル (バスケットボール)
マイケル・A・キャンベル（英語: Michael A. Campbell）は、アメリカ合衆国ニュージャージー州ベイヨン出身の60分間で最も多くのフリースローを決めたギネス世界記録を持っている人物。

## 人物
彼は2005年に挑戦した際には60分間で放った1,266本のフリースローのうち、1,076本のシュートが決まり、ギネス・ワールド・レコードを樹立した。2007年には自己の打ち立てた記録に再び挑戦し、60分間で1,347本のフリースローを放ち、そのうち1,197本のシュートが決まり、記録の更新に成功した。この記録のペースは約3.3秒で1本シュートを決めた計算になる。
彼が記録を達成したのはニュージャージー州のピスカタウェイに位置するラトガース大学のルイス・ブラウン・アスレチックセンターで開催されたイベント、ホープ・ア・ソンの開催中で、このイベントはアメリカ合衆国のハンチントン病協会のニュージャージー支部の支援のために行われた。ラトガース大学の卒業生に対しての電子メールニュースによれば、この際に彼のシュートの決まった数に応じて寄付する者もいたが、お金を持っていると主張してシュート数に関係ない額を寄付した。
彼はかつてはベイヨンの高校に通っていたが、学生時代にバスケットボールのクラブに所属していた経歴はない。